# Völkerschlachtdenkmal (Libbesdorf)

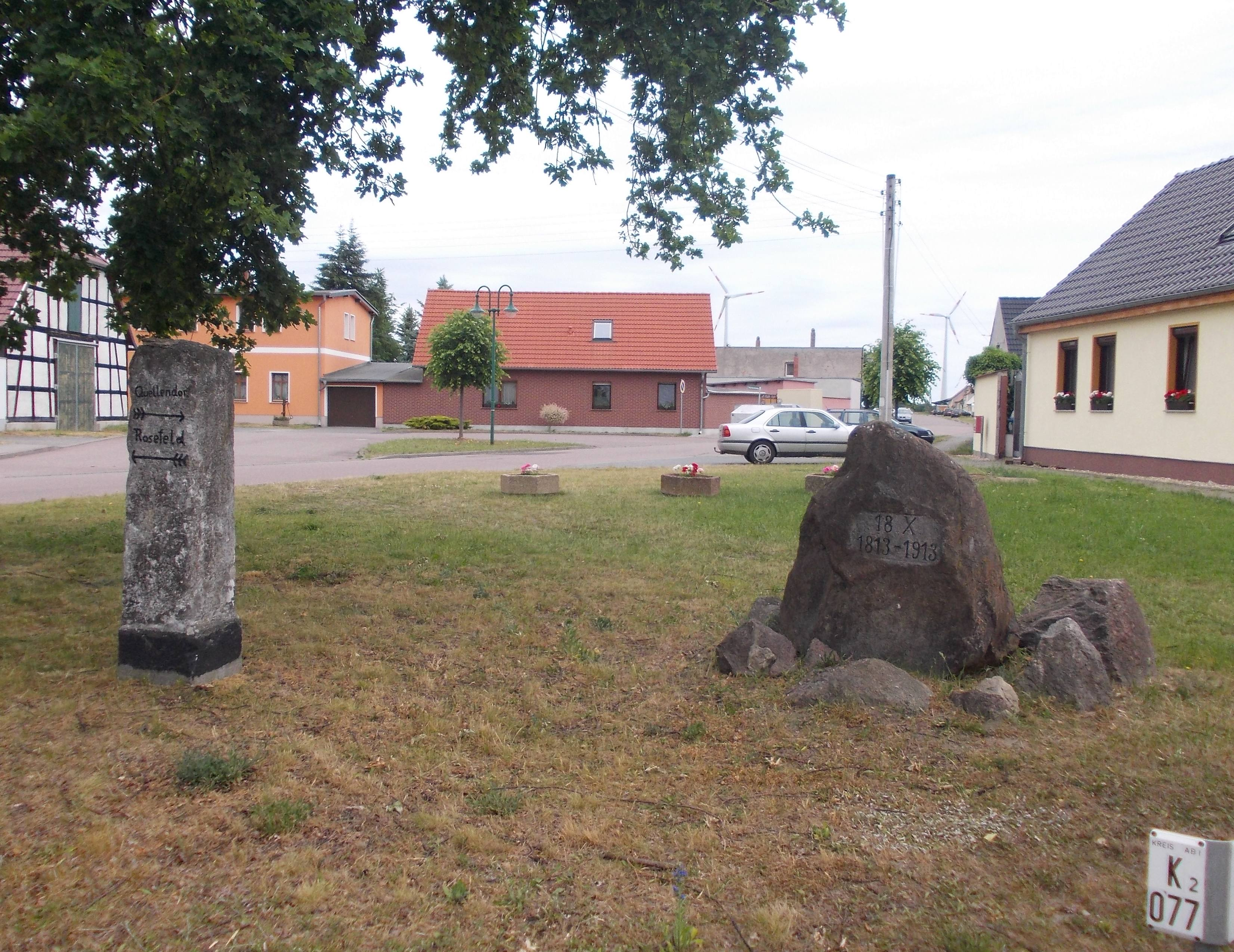
Ansicht von Süden

Das Völkerschlachtdenkmal von Libbesdorf ist ein Gedenkstein in der Einheitsgemeinde Osternienburger Land im Landkreis Anhalt-Bitterfeld in Sachsen-Anhalt. Das Kleindenkmal steht unter Denkmalschutz und ist im Denkmalverzeichnis mit der Erfassungsnummer 094 18171 als Baudenkmal eingetragen.

## Lage
Im Westen von Libbesdorf steht die kleine Gedenkanlage neben einem Wegweiser an der Ecke der Libbesdorfer Straße zum Mosigkauer Weg.

## Geschichte und Gestalt
Anlässlich des 100. Jahrestages der Völkerschlacht bei Leipzig entstanden im damals mit befreiten Anhalt zahlreiche ähnlich aussehende Gedenkanlagen. Auch Libbesdorf besitzt ein solches Denkmal, unterscheidet sich aber darin, dass hier die Lesesteine um den Inschriftstein angeordnet wurden. Dieser zentral aufgerichtete Findling trägt die Inschrift 18 X / 1813 – 1913. Scheinbar trug er nie ein Eisernes Kreuz, das für viele der Völkerschlachtdenkmäler typisch ist. Aufgrund der Schlichtheit zählt man sie zum Grenzbereich der Kriegerdenkmäler, da ihnen ein künstlerischer Wert abgesprochen wird.